# Aprostocetus sankarani
Aprostocetus sankarani är en stekelart som beskrevs av Boucek 1986. Aprostocetus sankarani ingår i släktet Aprostocetus och familjen finglanssteklar. Inga underarter finns listade i Catalogue of Life.